# Agate Rašmane
Agate Rašmane (Dobele, 22 de agosto de 1997) es una deportista letona que compite en tiro, en la modalidad de pistola.
Ganó una medalla de bronce en el Campeonato Mundial de Tiro de 2023, en la prueba de pistola 25 m. En los Juegos Europeos de Minsk 2019 consiguió una medalla de plata en la prueba de pistola 50 m mixto.

## Palmarés internacional
| Campeonato Mundial | Campeonato Mundial  | Campeonato Mundial | Campeonato Mundial |
| Año                | Lugar               | Medalla            | Prueba             |
| ------------------ | ------------------- | ------------------ | ------------------ |
| 2023               | Bakú (Azerbaiyán)   | Medalla de bronce  | Pistola 25 m       |
| Juegos Europeos    |                     |                    |                    |
| Año                | Lugar               | Medalla            | Prueba             |
| 2019               | Minsk (Bielorrusia) | Medalla de plata   | Pistola 50 m mixto |